# 7 Mages
7 Mages (чеськ. Brány Skeldalu: 7 Mágů; буквально Брама Скельдаля: 7 чаклунів) — чеська відеогра 2016 року, що розроблена студією Napoleon Games.
Це третя частина серії відеоігор «Брама Скельдаля». Тактична покрокова гра з фокусом на магії музики. У кожного персонажа є своя мелодія, яку він може зіграти, щоб безпосередньо вплинути на будь-кого в зоні чутності.
Історія є адаптацією фільму Акіри Куросави «Сім самураїв».

## Ігровий процес
7 Mages — це гра в жанрі dungeon crawl. Гравець пересуває квадрати в реальному часі, але бої відбуваються покроково. Кожен маг має певну спеціалізацію, наприклад бути воїном або лучником.
Існує кілька типів магії, наприклад магія стихій, магія музики тощо. Остання використовує інструменти, її ефект слабшає з більшою відстанню. Магія може лікувати, поповнювати ману, воскрешати мертвих компаньйонів тощо.

## Системні вимоги

### Windows

#### Мінімальні
- ОС: Windows XP SP2
- Процесор: Dual Core 2.0 GHz
- Оперативна пам’ять: 2 GB ОП
- Відеокарта: 512 ОП
- DirectX: версії 9.0
- Місце на диску: 4 GB доступного місця

#### Рекомендовані
- ОС: Windows Vista or Windows 7
- Процесор: Quad Core 2.66 GHz
- Оперативна пам’ять: 4 GB ОП
- Відеокарта: 1GB ОП
- DirectX: версії 11
- Місце на диску: 4 GB доступного місця

### macOS

#### Мінімальні
- ОС: Mac OS X 10.8
- Процесор: Dual Core 1.6 GHz Intel Core i3
- Оперативна пам’ять: 2 GB ОП
- Відеокарта: 512MB ОП
- Місце на диску: 4 GB доступного місця

#### Рекомендовані
- Процесор: Intel Core i5 @ 3.2 GHz
- Оперативна пам’ять: 2 GB ОП
- Відеокарта: 1GB ОП
- Місце на диску: 4 GB доступного місця

## Рецензії
Гра отримала 90% на вебсайті Metacritic.
TouchArcade високо оцінили гру. Вони звернули увагу на загадки, хоча «такий підхід, ймовірно, не підійде всім». Ще одна похвала була за бойову систему та дизайн підземелля. Було відмічено, що історія є слабшою частиною гри.

## Нагороди
7 Mages отримали чеську нагороду «Гра року» за найкращу історію.